# Deborah Chow
Deborah Chow (ur. 1 stycznia 1971 w Toronto) – kanadyjska producentka filmowa, reżyserka i scenarzystka. Najbardziej znana z filmu The High Cost of Living, który napisała i wyreżyserowała.
Dwa z jej pierwszych filmów krótkometrażowych, Daypass (2002) i The Hill (2004), zdobyły nagrody na wielu międzynarodowych festiwalach filmowych. Pracowała też nad wieloma projektami dla telewizji, w tym nad adaptacją filmu telewizyjnego Kwiaty na poddaszu oraz kilkoma odcinkami seriali Stróż prawa, Detektyw Murdoch, Nastoletnia Maria Stuart, Piękna i Bestia oraz Mr. Robot. Pracowała też przy dwóch serialach, stworzonych przez Marvel Television dla Netflixa – Iron Fist oraz Jessica Jones. Chow jest również reżyserem seriali ze świata Gwiezdnych wojen – The Mandalorian oraz Obi-Wan Kenobi.

## Życiorys

### Młodość
Rodzice Deborah wyemigrowali z Australii do Toronto w Kanadzie, gdzie się urodziła i dorastała. Jej ojciec, który pochodził z Chin był wielkim fanem kina i wprowadził ją w świat klasycznych filmów i twórczości filmowej. Chow ukończyła Gordon Graydon Memorial Secondary School w Mississauga, a następnie McGill University w Montrealu, gdzie nakręciła swój pierwszy film krótkometrażowy. Po ukończeniu studiów podjęła studia magisterskie na kierunku reżyseria na Columbia University w Nowym Jorku, gdzie zrealizowała dwa filmy krótkometrażowe, w tym Daypass, który był pokazywany na ponad 35 festiwalach i zdobył wiele nagród.

### Kariera
Reżyserka rozpoczęła swoją karierę od pisania i reżyserowania filmów krótkometrażowych podczas studiów, a w 2010 roku stworzyła swój pierwszy film pełnometrażowy, The High Cost of Living. Jako reżyserka współpracowała z takimi aktorami, jak Zach Braff i Isabelle Blais.
Jako reżyserka telewizyjna pracowała przy serialu BBC Stróż prawa, programach The CW Nastoletnia Maria Stuart oraz Piękna i Bestia, serialu CBC Detektyw Murdoch oraz serialu USA Network Mr. Robot. Wyreżyserowała również film telewizyjny Kwiaty na poddaszu, w którym wystąpiły Heather Graham i Kiernan Shipka.
Chow wyreżyserowała kilka odcinków serialu Disney+ Star Wars: The Mandalorian, w którym wystąpiła również w roli pilota jednego ze statków typu X-wing. Została ogłoszona jedynym reżyserem nadchodzącego serialu Disney+, Obi-Wan Kenobi. Prezes Lucasfilm, Kathleen Kennedy, stwierdziła: „Chcieliśmy wybrać reżysera, który będzie w stanie zgłębić zarówno cichą determinację, jak i bogatą mistykę Obi-Wana w sposób, który płynnie wpisze się w sagę Gwiezdnych wojen. Opierając się na jej fenomenalnej pracy nad naszymi postaciami w Mandalorianinie, jestem całkowicie pewna, że Deborah jest właściwym reżyserem do opowiedzenia tej historii”.

## Filmografia

### Telewizja
| Rok       | Tytuł                      | Sezon | Odcinek | Tytuł odcinka                      |
| --------- | -------------------------- | ----- | ------- | ---------------------------------- |
| 2013      | Stróż prawa                | 2     | 8       | „Ashes Denote That Fire Was”       |
| 2014–2017 | Nastoletnia Maria Stuart   | 2     | 7       | „The Prince of the Blood”          |
| 2014–2017 | Nastoletnia Maria Stuart   | 2     | 13      | „Sins of the Past”                 |
| 2014–2017 | Nastoletnia Maria Stuart   | 2     | 19      | „Abandoned”                        |
| 2014–2017 | Nastoletnia Maria Stuart   | 3     | 5       | „In a Clearing”                    |
| 2014–2017 | Nastoletnia Maria Stuart   | 3     | 18      | „Spiders in a Jar”                 |
| 2014–2017 | Nastoletnia Maria Stuart   | 4     | 11      | „Dead of Night”                    |
| 2014      | Detektyw Murdoch           | 8     | 6       | „The Murdoch Appreciation Society” |
| 2014      | Detektyw Murdoch           | 8     | 7       | „What Lies Buried”                 |
| 2015      | Piękna i Bestia            | 3     | 7       | „Both Sides Now”                   |
| 2015      | Mr. Robot                  | 1     | 6       | „eps1.5_br4ve-trave1er.asf”        |
| 2016      | Turn: Washington’s Spies   | 3     | 4       | „Hearts and Minds”                 |
| 2016      | Pamiętniki wampirów        | 7     | 10      | „Hell Is Other People”             |
| 2016–2017 | Fear the Walking Dead      | 2     | 9       | „Los Muertos”                      |
| 2016–2017 | Fear the Walking Dead      | 3     | 3       | „TEOTWAWKI”                        |
| 2016      | Tyran                      | 3     | 5       | „A Rock and A Hard Place”          |
| 2017      | Iron Fist                  | 1     | 11      | „Lead Horse Back to Stable”        |
| 2017      | Shut Eye                   | 2     | 9       | „Vérité”                           |
| 2018      | Jessica Jones              | 2     | 4       | „AKA God Help the Hobo”            |
| 2018      | Zagubieni w kosmosie       | 1     | 5       | „Transmission”                     |
| 2018      | Snowfall                   | 2     | 4       | „Jingle Bell Rock”                 |
| 2018      | Zadzwoń do Saula           | 4     | 7       | „Something Stupid”                 |
| 2018      | Człowiek z Wysokiego Zamku | 3     | 9       | „Baku”                             |
| 2019      | Amerykańscy bogowie        | 2     | 3       | „Muninn”                           |
| 2019      | The Mandalorian            | 1     | 3       | „Chapter 3: The Sin”               |
| 2019      | The Mandalorian            | 1     | 7       | „Chapter 7: The Reckoning”         |
| 2022      | Obi-Wan Kenobi             | 1     | 1       | „Part I”                           |
| 2022      | Obi-Wan Kenobi             | 1     | 2       | „Part II”                          |
| 2022      | Obi-Wan Kenobi             | 1     | 3       | „Part III”                         |
| 2022      | Obi-Wan Kenobi             | 1     | 4       | BRAK DANYCH                        |
| 2022      | Obi-Wan Kenobi             | 1     | 5       | BRAK DANYCH                        |
| 2022      | Obi-Wan Kenobi             | 1     | 6       | BRAK DANYCH                        |

### Filmy
| Rok  | Tytuł                   | Uwagi                                         |
| ---- | ----------------------- | --------------------------------------------- |
| 2002 | Daypass                 | film krótkometrażowy; także jako scenarzystka |
| 2004 | The Hill                | film krótkometrażowy; także jako scenarzystka |
| 2010 | The High Cost of Living | także jako scenarzystka                       |
| 2014 | Kwiaty na poddaszu      |                                               |

## Nagrody
Jej film krótkometrażowy Daypass zdobył nagrodę dla najlepszego aktora na Festiwalu Filmowym w Mediolanie oraz nagrodę dla najlepszego filmu krótkometrażowego na Festiwalu Filmowym w Turynie. Pełnometrażowa wersja scenariusza do tego filmu zdobyła nagrodę Comedy Central Award za najlepszy scenariusz komediowy. Chow została laureatką nagrody Kodak New Vision Mentorship w 2005 roku za swój krótkometrażowy film The Hill. Sfinansowała dzięki temu swój pierwszy pełnometrażowy film fabularny. Była uczestniczką Berlinale Talent Campus, Toronto International Film Festival Talent Lab oraz Praxis Screenwriting Lab. Jej debiutancki film fabularny The High Cost of Living zdobył nagrodę dla najlepszego filmu fabularnego oraz Top Ten na Toronto International Film Festival, dla najlepszego kanadyjskiego filmu fabularnego na Female Eye Film Fest oraz Prix Super-Écran na Rendez-vous du cinéma québécois.